# Licor negro

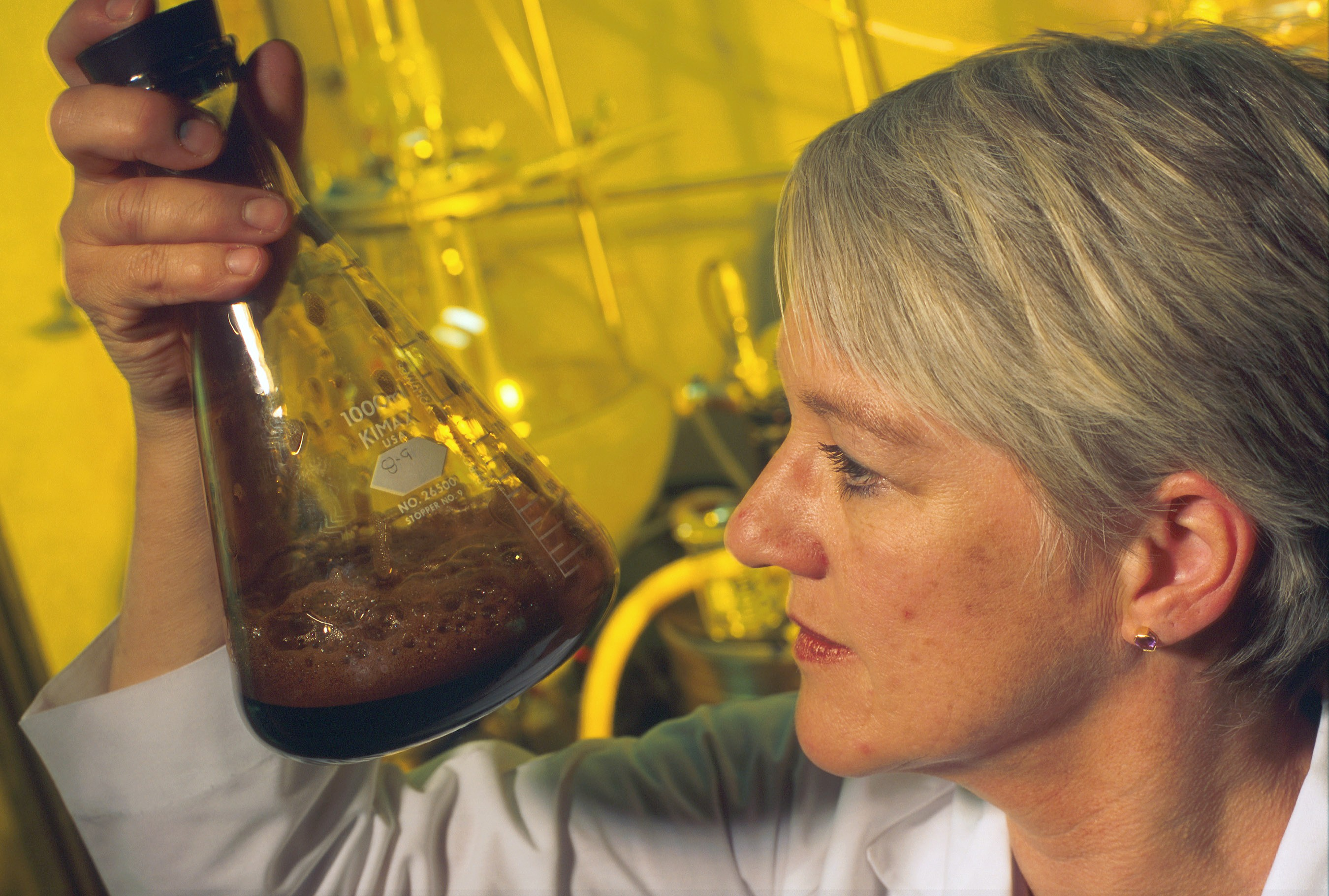
Licor negro

Na indústria papeleira, o Licor negro ou Lixívia negra é um fluido processual produzido à saída do digestor, um elemento que é responsável pela cozedura da madeira para retirar componentes indesejáveis ao processo de fabricação do papel, tais como lignina, extrativos e cinzas.